# 観明
観明（かんめい、生没年不詳）は明治時代の日本の口絵画家。

## 来歴
明治34年（1901年）から明治35年（1902年）にかけて前田曙山、小栗風葉、菊池幽芳、村上浪六、渡辺勝の小説の木版口絵を描いている。口絵を描いた出版社も春陽堂、駸々堂とともに大きく、画風はしっかりしていて爽やかであるが、詳しい経歴などは未詳。

## 作品
- 「辻占売」 前田曙山作 春陽堂版 明治34年
- 「文金島田」上下 小栗風葉作 駸々堂版 明治35年
- 「白無垢鉄火」後 小栗風葉作 駸々堂版 明治35年
- 「白百合」後 菊池幽芳作 駸々堂版 明治35年
- 「時雨笠」 村上浪六作 駸々堂版 明治35年
- 「うき世日記」 村上浪六作 駸々堂版 明治35年
- 「二葉の松前流霞」 渡辺勝作 駸々堂版 明治35年